# إدوارد غوف بيني
إدوارد غوف بيني هو صحفي وسياسي كندي، ولد في 15 مايو 1820 في إيزلينغتون ‏ في المملكة المتحدة، وتوفي في 11 أكتوبر 1881 في مونتريال في كندا. نشط حزبياً في الحزب الليبرالي الكندي. وقد انتخب عضو مجلس الشيوخ الكندي ‏.